# Parc national de Nameri
Le parc national de Nameri (assamais : নামেৰি ৰাষ্ট্ৰীয় উদ্যান, bengali : নামেরি জাতীয় উদ্যান) est situé principalement dans le district de Sonitpur de l'État de l'Assam en Inde et une petite partie dans l'Arunachal Pradesh. Situé au centre d'une région très boisée, sur les contreforts de l'Himalaya, il est bordé par la rivière Jia Bhoroli, un des affluents du Brahmapoutre. Elle fait partie des zones protégées les plus à l'est du Kameng protected area complex. Le parc abrite de nombreuses espèces rares.

## Histoire
Naduar Forest Reserve depuis le XIXe siècle, 137 kilomètres carrés de la zone sont promus sous le nom de Nameri Wildlife Sanctuary en 1985, puis la zone devient parc national en 1998 et fait partie d'une Tiger reserve en 2000.

## Géographie
Le parc couvre à lui seul une surface ovale de 212 km² orienté nord-ouest/sud-est, de 79 m d'altitude à 1500 mètres. Il jouxte le Pakhui Wildlife sanctuary au nord, situé lui dans l'Arunachal Pradesh. L'ensemble des deux aires protégées occupe une surface de 1000 km² de forêts tropicales semi-sempervirentes, de bambouseraies, marécages et de forêt riparienne. Le Sonai Rupai Wildlife Sanctuary se situe à 15 km à l'ouest. La rivière Jia Bhoroli borde le parc au nord puis à l'est dans le sens de son cours.

### Occupation humaine
Plus de 3000 têtes de bétail domestique y vivent.

### Géologie
Le parc occupe une zone plus montagneuse formant une avancée dans la vallée du Brahmapoutre, contrairement au Sonai Rupai Wildlife Sanctuary qui se trouve lui en plaine.

## Environnement
On trouve une grande variété d'animaux, mais la zone est surtout connue pour ses oiseaux ; la zone est aussi Tiger réserve et Elephant reserve. La population d'éléphant d'Asie a été estimée à 225 en 1997.

## Protection
La zone tampon autour du parc s'est dégradée depuis la fin des années 1990 et est devenue l'une des plus dégradées de l'Assam alors qu'elle était une riche forêt primaire. La déforestation à grande échelle menace directement la population de tigres.

## Tourisme
L'aéroport le plus proche est aux environs de Saloni à 10 km de Tezpur, Guwahati est, elle, à 181 km. La gare la plus proche se trouve au sud, à Rangapara à 21 km seulement du parc, tandis qu'au nord c'est celle de Bhalukpong à 60 km. L'autoroute NH-52 passe également a une vingtaine de kilomètres au sud. Une route au nord conduit vers Bomdila.